# وندرامینو باریویرا
وندرامینو باریویرا (ایتالیایی: Vendramino Bariviera; ۲۵ اکتبر ۱۹۳۷ – ۲۳ نوامبر ۲۰۰۱) دوچرخه‌سوار اهل ایتالیا بود.